# デオンテイ・ワイルダー 対 ロバート・ヘレニウス戦
デオンテイ・ワイルダー 対 ロバート・ヘレニウス戦（デオンテイ・ワイルダー たい ルイス・ロバート・ヘレニウス、別名Heavyweight Showdown）は、2022年10月15日、アメリカ合衆国ニューヨーク州ニューヨークのバークレイズ・センターで開催されたプロボクシングの試合。元WBC世界ヘビー級王者でWBC世界ヘビー級1位のワイルダーと元WBA世界ヘビー級ゴールド王者でWBC世界ヘビー級4位のヘレニウスがWBC世界ヘビー級挑戦者決定戦としてタイソン・フューリーへの挑戦権を懸けた一戦。試合はFOXがペイ・パー・ビューで放送、今回の放送を最後にFOXとプレミア・ボクシング・チャンピオンズ（PBC）との2019年からの4年契約が満了となりFOXがPBC興行として最後の放送となった。日本の動画配信サービスで、2022年9月21日にアメリカのCSI SPORTSと同社が運営する格闘技専門チャンネルFIGHT SPORTSの日本における独占配信契約を締結したU-NEXTでも日本語実況付きの番組『世界プロボクシング』の一回目として配信された。

## 試合成立まで
ワイルダーのこれまでの流れは「デオンテイ・ワイルダー 対 ルイス・オルティス第2戦」「デオンテイ・ワイルダー 対 ルイス・オルティス戦」「デオンテイ・ワイルダー 対 タイソン・フューリー第1戦」「デオンテイ・ワイルダー 対 タイソン・フューリー第2戦」「タイソン・フューリー 対 デオンテイ・ワイルダー第3戦」を参照。
2021年10月9日、ワイルダーが約1年7カ月ぶりの試合をラスベガスのT-モバイル・アリーナにてWBC世界ヘビー級王者タイソン・フューリーとダイレクトリマッチで第3戦目を行い、11回1分10秒KO負けをした。ワイルダーはこの試合の6回ぐらいに右手を骨折して手術を受けた。
2019年7月21日、ミネソタ州ミネアポリスのミネアポリス・アーモリーでヘレニウスがジェラルド・ワシントンと対戦し、8回2分32秒KO負けを喫した。
2020年3月7日、バークレイズ・センターでヘレニウスがアダム・コフナツキとWBA世界ヘビー級ゴールド王座決定戦及びWBA世界ヘビー級挑戦者決定戦を行い、4回1分8秒TKO勝ちを収めマヌエル・チャーもしくはアンソニー・ジョシュアへの挑戦権及びゴールド王座を獲得した。
2021年10月9日、T-モバイル・アリーナでのフューリー 対 ワイルダー第3戦の前座でヘレニウスがアダム・コフナツキと再戦し、6回2分38秒コフナツキのローブローによる失格勝ちを収めたが、興行終了後にコフナツキの負傷によるTKO勝ちに変更された。
2022年8月17日、ワイルダーとヘレニウスによるWBC世界ヘビー級挑戦者決定戦での対決を正式に発表した。

## 試合
2022年10月15日、ワイルダーとヘレニウスによるWBC世界ヘビー級挑戦者決定戦が行われ、距離を詰めて攻めるヘレニウスにワイルダーが右フックを放つとヘレニウスがダウンしそのまま失神、ワイルダーが初回2分57秒KO勝ちを収めフューリー第4戦への挑戦権を獲得した。
尚FOXのペイ・パービュー放送前に行われたFOX Sports 1の放送ではヴィト・ミエルニキ・ジュニア 対 リムバース・ポンセによるWBAが新たに設立したWBAアメリカ大陸スーパーウェルター級初代王座決定戦をメインにした放送（他にマイケル・リベラ 対 ジェリー・ペレスとグルゲン・ホブハニスヤン 対 マイケル・コフィーも放送した）が行われFOXより一足先にスタート当初の毎週火曜時代から続く7年に及んだ放送に幕を下ろした。